# Bunuški Čifluk
Bunuški Čifluk (em cirílico: Бунушки Чифлук) é uma vila da Sérvia localizada no município de Leskovac, pertencente ao distrito de Jablanica, na região de Jablanica. A sua população era de 479 habitantes segundo o censo de 2002.

## Demografia
| 1948 | 1953 | 1961 | 1971 | 1981 | 1991 | 2002 | 2011 |
| ---- | ---- | ---- | ---- | ---- | ---- | ---- | ---- |
| 193  | 212  | 231  | 439  | 461  | 521  | 505  | 479  |